# Melanella polita
Melanella polita ist der Name einer Schnecken-Art aus der Familie der Eulimidae (Gattung Melanella), die als Ektoparasit an Seegurken lebt und im nordöstlichen Atlantischen Ozean sowie im Mittelmeer verbreitet ist.

## Merkmale
Melanella polita trägt ein länglich kegelförmig turmförmiges, elfenbeinweißes, bisweilen etwas bräunlich angefärbtes, stark glänzendes Schneckenhaus, das bei ausgewachsenen Schnecken etwa 8 mm Gehäuselänge und rund 2 mm Breite erreicht. Das Gewinde hat etwa 5 bis 13 fast flache, kaum gewölbte, glatte, undurchsichtige Umgänge mit unauffälliger Naht und ist manchmal leicht gebogen. Die Gehäusemündung ist länglich zugespitzt eiförmig mit einer verdickten, vorragenden und in der Mitte gerundeten äußeren Lippe sowie einer umgebogenen inneren Lippe.

## Verbreitung und Lebensweise
Melanella polita ist im nordöstlichen Atlantischen Ozean entlang der Küsten Portugals, Spaniens, Frankreichs, Irlands und Großbritanniens und im gesamten Mittelmeer verbreitet, wo auch ihre Wirtstiere leben.
Die Schnecke lebt auf schlammigem Sand und Kies unterhalb 10 m Meerestiefe, wo sie ihre Wirtstiere – Seegurken der Gattungen Cucumaria, Aslia und Holothuria – temporär zum Blutsaugen aufsucht. Sie saugt unter anderem an Aslia lefevrei